# NTA Golf Tour
De NTA Golf Tour was een serie golftoernooien voor golfprofessionals en amateurs in Nederland. De organisatie was in handen van de Nationale Topgolf Associatie. De Tour bestond in 2005 uit vijf evenementen. Op één dag werden 36 holes gespeeld. De amateurs mochten maximaal handicap 9 hebben.
Na het toernooi op Lauswolt in 2006 werden de toernooien gesplitst. Er werd weer een amateurtour opgericht met de naam Van Lanschot Amateur Tour en de professionals kregen ook hun eigen toernooien.
Voordat de NTA Tour bestond, was er ook een tour voor top-amateurs. Het begon in 1990 met drie losstaande toernooien in Rotterdam, Amsterdam en Groningen, die samengevoegd werden tot de RAG Tour. Dit waren het Rotterdams Strokeplay Kampioenschap, het Amsterdams Strokeplay Kampioenschap en het Groningse Peerd van Ome Loeks. Men was zo enthoudiast dat het jaar daarop er tien toernooien waren en een jaar later zelfs twintig. De naam van de Tour veranderde bijna ieder jaar, zoals Vanderlande Amateur Tour, Ormit Amateur Tour, Ordina Amateur Tour en ten slotte NTA Golf Tour. De NTA Tour liet amateurs en professionals samen in één toernooi spelen. In 2007 kwam de amateurtour terug met de naam Van Lanschot Amateur Tour en in 2009 heet de tour de Golf4Holland Amateur Tour met als hoofdsponsor nog steeds Van Lanschot Bankiers.
| Jaar | Baan           | Professional             | Amateur                      |
| ---- | -------------- | ------------------------ | ---------------------------- |
| 2005 | Almeerderhout  |                          |                              |
| 2005 | De Groene Ster |                          |                              |
| 2005 | Lauswolt       |                          |                              |
| 2006 | De Groene Ster | Rinus van Goor (73-71)   | Martijn van der Kolk (71-73) |
| 2006 | Blijenbeek     |                          |                              |
| 2006 | Lauswolt       | Thijs Spaargaren (71-73) | Eduard Schwarz (70-72}       |

## Order of Merit
| Jaar | Winnaar             | Nummer 2      |
| ---- | ------------------- | ------------- |
| 2005 |                     | Danny Balvert |
| 2006 | Eduard Schwarz (Am) |               |

## Baanrecords
- Blijenbeek 2006: Adriaan Kok maakt 68 (-3)
- Lauswolt 2006: Eduard Schwarz en Thijs Spaargaren maken 71 tijdens de eerste ronde van het toernooi van de NTA Golf Tour.

## Trivia
- Eduard Schwarz heeft ook op Blijenbeek gewonnen, jaar (nog) onbekend. Hij is professional geworden en speelt nu op de Spaanse Hi5 Pro Tour en de Duitse EPD Tour.